# Etrúria

Expansão da civilização etrusca entre os séculos VIII e

A Etrúria, usualmente referida em fontes clássicas greco-latinas como Tirrénia (português europeu) ou Tirrênia (português brasileiro) ou Tyrrhenia (em grego: Τυρρηνία) foi uma antiga região na Itália Central, que abrangia uma parte do que é atualmente a Toscana, o Lácio e a Úmbria.

## Os etruscos
Os antigos habitantes da Etrúria são chamados de etruscos ou tirrenos, um povo com uma cultura complexa centrada em numerosas cidades-estado que se desenvolveram durante o período da chamada cultura Villanova, no século IX a.C., e foi muito poderoso durante os períodos orientalizante e arcaico. Em meados do século VII a.C. os etruscos eram a cultura dominante em Itália,  ultrapassando outros antigos povos itálicos, como os lígures e a sua influência foi para além daos limites da Etrúria, como no vale do Pó, no Lácio, na Campânia e, através dos contactos com as colónias gregas no sul de Itália e Sicília. Em alguns túmulos etruscos, como o de Montefortini, em Comeana, há provas físicas de comércio com outras civilizações, na forma de objetos funerários (exemplos notáveis desse comércio são chávenas de faiança). Esse comércio era realizado diretamente com o Egito ou através de intermediários, como os gregos.
Roma, que estava separada da Etrúria pela floresta ciminiana (Silva Ciminia), foi fortemente influenciada pelos etruscos, tendo havido uma série de reis etruscos a governarem Roma até 509 a.C., quando o último desses reis, Tarquínio, o Soberbo, foi deposto e se estabeleceu a República Romana. Os estudiosos identificam influências etruscas na arquitetura romana e nos rituais; foi durante os reinados dos reis etruscos que estruturas importantes, como o Templo de Júpiter Capitolino, a Cloaca Máxima e a Via Sacra foram originalmente construídas. A civilização etrusca foi também responsável pela grande parte da importação da cultura grega durante os primeiros tempos da República Romana, incluindo os doze deuses olímpicos, o cultivo de oliveira e vinha, o alfabeto latino (adaptado do grego) e de elementos arquitetónicos e de engenharia como o arco e sistemas de esgotos e de drenagem.
O nome clássico Etrúria foi reavivado no início do século XIX e aplicado ao Reino da Etrúria, uma criação efémera de Napoleão Bonaparte na Toscânia que existiu entre 1801 e 1807.
Entre as obras literárias relacionadas com a Etrúria cabe destacar “Sketches of Etruscan Places” (ou “Etruscan Places”), um livro de viagens de D. H. Lawrence publicado postumamente em 1932.

## Principais cidades
| Nome original | Nome em latim | Nome em português | Nome atual em italiano       |
| ------------- | ------------- | ----------------- | ---------------------------- |
| Arritim       | Arretium      | Arécio            | Arezo                        |
| Caisra        | Caere         | Cere              | Cerveteri                    |
| Clevsin       | Clusium       | Clúsio            | Chiusi                       |
| Curtun        | Cortonium     | Cortónio          | Cortona                      |
| Felathri      | Volaterrae    | Volterra          | Volterra                     |
| Fufluna       | Populonium    | Populónio         | Populônia                    |
| Parusia       | Perusia       | Perúsia           | Perúgia                      |
| Tarchna       | Tarracina     | Tarracina         | Terracina (em volsco: Anxur) |
| Tarchnal      | Tarquinii     | Tarquínia         | Tarquínia                    |
| Veii          | Veii          | Veios             | Veio                         |
| Vetluna       | Vetulonium    | Vetulónio         | Vetulônia                    |
| Vipsul        | Faesulae      | Fésulas           | Fiesole                      |
| Velch         | Vulci         | Vulcos            | Vulcos                       |
| Velzna        | Volsiniia     | Volsínios         | Bolsena                      |